# Kasper Asgreen
Kasper Asgreen (ur. 8 lutego 1995 w Kolding) – duński kolarz szosowy.

## Osiągnięcia
Opracowano na podstawie:

2016
- 3. miejsce w GP Viborg
- 3. miejsce w Tour de Berlin
- 1. miejsce w klasyfikacji górskiej Paris-Arras Tour
- 2. miejsce w mistrzostwach Danii U23 (jazda indywidualna na czas)
- 3. miejsce w mistrzostwach Danii (jazda indywidualna na czas)

2017
- 1. miejsce w GP Viborg
- 1. miejsce w mistrzostwach Danii U23 (jazda indywidualna na czas)
- 2. miejsce w mistrzostwach Danii (jazda indywidualna na czas)
- 1. miejsce w mistrzostwach Europy U23 (jazda indywidualna na czas)
- 1. miejsce na 1. etapie Tour de l’Avenir

2018
- 2. miejsce w Istrian Spring Trophy
  - 1. miejsce na 1. etapie
- 1. miejsce w Hammer Sportzone Limburg (drużynowo)
- 1. miejsce na 1. etapie Adriatica Ionica Race (jazda drużynowa na czas)
- 1. miejsce w mistrzostwach świata (jazda drużynowa na czas)

2019
- 2. miejsce w Ronde van Vlaanderen
- 3. miejsce w Tour of California
  - 1. miejsce w klasyfikacji punktowej
  - 1. miejsce na 2. etapie
- 1. miejsce w mistrzostwach Danii (jazda indywidualna na czas)
- 2. miejsce w mistrzostwach Danii (start wspólny)
- 2. miejsce w mistrzostwach Europy (jazda indywidualna na czas)
- 1. miejsce na 3. etapie Deutschland Tour

2020
- 1. miejsce w Kuurne-Bruksela-Kuurne
- 1. miejsce w mistrzostwach Danii (start wspólny)
- 1. miejsce w mistrzostwach Danii (jazda indywidualna na czas)

2021
- 1. miejsce w E3 Saxo Bank Classic
- 1. miejsce w Ronde van Vlaanderen
- 3. miejsce w Volta ao Algarve
  - 1. miejsce na 4. etapie
- 1. miejsce w mistrzostwach Danii (jazda indywidualna na czas)

2022
- 3. miejsce w Strade Bianche

2023
- 1. miejsce w klasyfikacji górskiej Volta ao Algarve
- 2. miejsce w Quatre Jours de Dunkerque
- 1. miejsce w mistrzostwach Danii (jazda indywidualna na czas)
- 1. miejsce na 18. etapie Tour de France

## Rankingi
| Rok             | 2016 | 2017 | 2018 | 2019 | 2020 | 2021 | 2022 | 2023 | 2024 |
| --------------- | ---- | ---- | ---- | ---- | ---- | ---- | ---- | ---- | ---- |
| UCI World Tour  | -    | -    | 391. |      |      |      |      |      |      |
| World Ranking   | 594. | 359. | 297. | 58.  | 58.  | 23.  | 143. | 89.  | 227. |
| UCI Europe Tour | 579. | 211. | 267. | 46.  | 48.  | 20.  | 120. | 70.  | -    |
| UCI Asia Tour   | 152. | -    | -    |      |      |      |      |      |      |
|                 |      |      |      |      |      |      |      |      |      |
| Źródło: UCI     |      |      |      |      |      |      |      |      |      |